# Aeroporto de São João do Piauí
O Aeroporto de São João do Piauí - Benjamin de Moura Leal (IATA: ***, ICAO: SD9C) é um aeroporto localizado no município de São João do Piauí, no Piauí. Situado a 457,4 km quilômetros da capital Teresina.